# 三寶 (繙譯進士)
三宝（穆麟德轉寫：samboo；1718年—1784年），一作三保，字樹庭，伊尔根觉罗氏，满洲正红旗人，乾隆年间军机大臣。

## 生平
三宝五世祖巴岱世居索尔和碧汉，清太祖努尔哈赤创业初期归附。乾隆四年（1739年），三宝中繙译进士，授内阁中书。后为上书房总师傅，辑录古今储君事迹成书《春华是览》。乾隆十六年，擔任湖北武昌驛鹽道。乾隆二十一年，任戶部郎中。乾隆二十四年，任直隸布政使。乾隆二十六年，任哈密辦事大臣。乾隆二十九年，任四川布政使。后改湖北布政使。乾隆三十一年，任湖南布政使。乾隆三十二年，護理湖南巡撫。乾隆三十五年，任貴州布政使，后護理貴州巡撫。乾隆三十六年，任山西巡撫。乾隆三十八年，任浙江巡撫。乾隆四十二年，任湖廣總督。乾隆四十四年（1779年），任湖北巡撫。同年三月，授東閣大學士。乾隆四十四年，任禮部尚書、閩浙總督。乾隆四十五年，兼署浙江巡撫；兼管正藍旗滿洲都統。乾隆四十六年，任殿試讀卷官。乾隆四十三年閏六月六日，湖廣總督三寶（？-1784）奏報查獲吳林魯（生卒年不詳）撰寫匿名揭帖一案，擬處絞刑。乾隆四十七年，任尚書房總師傅上行走。乾隆四十八年，任鑲藍旗漢軍都統。乾隆四十九年（1784年）六月去世，谥号文敬。 
三宝喜读宋诸儒书，大节不苟。为直隶布政使时，乾隆帝幸热河，至密云，值大霖雨，水盛涨。乾隆帝欲策骑乱流渡，三宝谏曰：“千金之子，坐不垂堂。今以万乘轻狎波涛，使御驷有失，臣等虽万段，何可追悔？”乾隆帝曰：“满洲旧俗宜亲习劳勚，顾不可耶？”三宝复曰：“上方奉太后乘舆同临幸，即上渡河安便，不识奉太后何所？”乾隆帝动容，为之回辔。其为上书房总师傅，辑古今储贰事曰春华日览，授诸皇子，论者谓其得师保之体云。

## 家族
- 妻:初娶章佳氏先亡，舒穆禄氏：康熙癸丑进士，尚书衔太子太保文定公徐元夢之孙女、工部员外郎席格之女、武英殿大学士文襄公舒赫德之妹。
- 妾陳氏：乾隆四十五年加恩授為三品淑人[19]。
- 女：七人，长女和碩鄭恭親王積哈納嫡福晉；[20]；次女早卒；三女指与五阿哥绵慫即和硕質莊亲王永瑢嫡长子綿聰之妻，年十五未过门守节，传旨将绵恩次子过继为嗣；[21]四女奉旨适一等忠勇公丰伸济伦,大學士傅恒之孙、乾隆帝外孙；五女早卒；六女不入八分辅国公亨勳嫡妻[22]；七女和硕禮恭亲王永恩之子昭槤嫡妻[23]。相国三文敬公世家序略，《中华历史人物别传集》36册9页）
- 子：隆起，袭佐领，早卒；世泰，侍卫兼佐领外放四川维州副将，官雲南騰越鎮總兵，娶法式善之长女尔济氏亦伍尧氏；世庆，清字中書，早卒。
- 侄：世永，其子文博文哲，以文博承继给世庆为子。
- 孙：世泰生三子文都，其妻戴佳氏（父镶黄旗满洲、四川按察使嵩齡，胞兄道光十六年恩科进士慧成，胞侄道光三十年（1850年）庚戌科进士晉康）。文璲。文锦，因法式善之子桂馨早逝无子，法式善叔内管领吉顺呈请将桂馨姐姐和丈夫世泰之三子文锦过继为嗣改名,即进士来秀。

## 延伸阅读
[在维基数据编辑]
 《清史稿·卷320》，出自趙爾巽《清史稿》
 《清史稿·卷320》